# Nucleocytoviricota
Nucleocytoviricota là một nhóm virus DNA lớn, còn gọi là virus DNA lớn nhân-tế bào chất (NCLDV), vì chúng có thể sao chép cả trong nhân và tế bào chất của vật chủ.
Nhóm này bao gồm virus khổng lồ, có bộ gene lớn và phức tạp, mang nhiều gene hỗ trợ sửa chữa, nhân đôi DNA, phiên mã và dịch mã—những chức năng hiếm gặp ở virus nhỏ hơn. Có chín họ virus trong nhóm này, với nhiều đặc điểm chung về cấu trúc và bộ gene, nhưng nguồn gốc chung của chúng vẫn chưa được xác định rõ ràng.
Hiện có 47 gen lõi của NCLDV được công nhận, bao gồm bốn protein quan trọng tham gia vào quá trình nhân đôi và sửa chữa DNA: DNA polymerase họ B, topoisomerase II A, FLAP endonuclease và proliferating cell nuclear antigen. Ngoài ra, còn có các protein khác như RNA polymerase II phụ thuộc DNA và yếu tố phiên mã II B.

## Phân loại
Nucleocytoviricota chứa các lớp sau:
- Megaviricetes
- Mriyaviricetes
- Pokkesviricetes